# Piotrków (gmina)
Piotrków (od 1973 Jabłonna) - dawna gmina wiejska istniejąca do 1954 roku w woj. lubelskim. Siedzibą władz gminy był Piotrków, a następnie Jabłonna Pierwsza.
W okresie powojennym gmina należała do powiatu lubelskiego w woj. lubelskim. Według stanu z dnia 1 lipca 1952 roku gmina składała się z 15 gromad.
Gmina została zniesiona 29 września 1954 roku wraz z reformą wprowadzającą gromady w miejsce gmin. Jednostki nie przywrócono 1 stycznia 1973 roku po reaktywowaniu gmin, utworzono natomiast jej terytorialny odpowiednik, gminę Jabłonna.
Zobacz też
gmina Piotrków Kujawski, gmina Piotrków Trybunalski, Piotrków (gmina w województwie warszawskim)